# Mysz, która ryknęła
Mysz, która ryknęła (ang. The Mouse That Roared) – brytyjska komedia filmowa z 1959 roku w reżyserii Jacka Arnolda z Peterem Sellersem, który wcielił się w trzy postacie. Zdjęcia do filmu kręcono w Nowym Jorku oraz w porcie w Southampton.